# Статуя Бенджаміна Франкліна (Вашингтон, округ Колумбія)
Статуя Бенджаміна Франкліна роботи Жака Жувеналя з каррарського мармуру встановлена біля павільйону Старої пошти, на 12-й вулиці та Пенсільванія-авеню NW у Вашингтоні, округ Колумбія.
Статуя подарунок Стілсона Хатчінса, засновника The Washington Post , монумент був відкритий 17 січня 1889 року на 10-й вулиці та Пенсільванія-авеню. У 1980 році його перенесли на його нинішнє місце.

## Зовнішні посилання
- Вікісховище має мультимедійні дані за темою: Статуя Бенджаміна Франкліна (Вашингтон, округ Колумбія)